# Нарышкин, Фёдор Полиектович
Фёдор Полиектович Нарышкин (умер 15 декабря 1676 года) — думный дворянин из рода Нарышкиных, архангельский воевода (1674—1676), двоюродный дед Петра I.

## Биография
Фёдор Нарышкин принадлежал к захудалому дворянскому роду и родился приблизительно в конце 1620-х годов. Его отец, тарусский помещик Полиект Иванович Нарышкин, погиб в 1633 году во время Смоленской войны. Фёдор, не имея необходимых для карьеры связей, служил ротмистром в рейтарском полку, которым командовал Артамон Матвеев, и женился на племяннице жены своего командира. В 1656—1668 годах он был стряпчим рейтарского строя. В 1659 году сражался с татарами при Конотопе и был ранен. Старший брат Фёдора Кирилл дослужился до стольника и вошёл в милость к царю Алексею Михайловичу. Женитьба последнего на дочери Кирилла Наталье возвысила и дядю новой царицы. Фёдор стал спальным стольником. 30 мая 1672 года, в день, когда его племянница родила царю сына Петра, Нарышкин получил чин думного дворянина. В 1674 году его назначили воеводой в Архангельск, где он и умер спустя два года.
Женой Фёдора Полиэктовича была Евдокия Петровна Хомутова, которая считалась потомком шотландца Гамильтона, приехавшего в Москву в 1542 году. Её тётка Евдокия Григорьевна была женой Артамона Матвеева, являвшегося через это свойство членом нарышкинского клана. У Фёдора Полиектовича было трое сыновей: Василий, Семён и Андрей.